# Týn nad Bečvou
Týn nad Bečvou este o arie protejată (arie specială de conservare — SAC, sit de importanță comunitară — SCI) din Republica Cehă întinsă pe o suprafață de 2,51 ha, integral pe uscat.

## Localizare
Centrul sitului Týn nad Bečvou este situat la coordonatele 49°31′37″N 17°38′32″E / 49.526944°N 17.642222°E.

## Înființare
Situl Týn nad Bečvou a fost declarat sit de importanță comunitară în aprilie 2005 pentru a proteja 1 specie de animale. Situl a fost protejat și ca arie specială de conservare în iulie 2012.

## Biodiversitate
Situată în ecoregiunea continentală, aria protejată nu include niciun habitat protejat.
La baza desemnării sitului se află o specie protejată de  nevertebrate: Anisus vorticulus.